# Serie A 1928 (pallapugno)
La Serie A di pallapugno 1928, organizzata dall'opera nazionale del dopolavoro, è stata il sedicesimo campionato italiano di pallapugno. Si è svolta nel 1928 e la vittoria finale è andata per la prima volta alla squadra di Asti, capitanata da Raffaele Ricca, al suo terzo scudetto.

## Formula
Secondo i documenti reperibili le squadre disputarono un girone all'italiana, senza incontri ad eliminazione diretta. Per la prima volta si disputarono gare di andata e ritorno sui rispettivi campi.

## Squadre partecipanti
Parteciparono al torneo cinque società sportive italiane, quattro provenienti dal Piemonte e una dalla Liguria.
| Squadra  | Provenienza | Campionati di Serie A | Risultato 1927 |
| -------- | ----------- | --------------------- | -------------- |
| Asti     | Piemonte    | 5                     | -              |
| Bra      | Piemonte    | 11                    | 3° in Serie A  |
| Genova   | Liguria     | 1                     | -              |
| Torino 1 | Piemonte    | 5                     | -              |
| Torino 2 | Piemonte    | 1                     | -              |

## Formazioni
| Squadra  | Battitore           | Spalla          | Terzini                   |
| -------- | ------------------- | --------------- | ------------------------- |
| Asti     | Raffaele Ricca      | Trinchero       | Depanis, Rivetti          |
| Bra      | Pierino Bonsignore  | Maurizio Aprile | Botto 1°, Botto 2°        |
| Genova   | Rizieri             | Paolo Rossi     | ?                         |
| Torino 1 | Alfredo Marengo     | Battista Danna  | Danna 2°, Luigi Civallero |
| Torino 2 | Maggiorino Bistolfi | Riccardo Fuseri | ?                         |

## Torneo
I documenti dell'epoca non riportano alcun risultato. È stato possibile risalire alla classifica parziale che ha assegnato lo scudetto.
| Pos. | Squadra  | P | G | V | P | GV | GP | DG |
| 1    | Asti     | 7 | 8 | 7 | 1 | ?  | ?  | ?  |
| 2    | Torino 1 | 5 | 8 | 5 | 3 | ?  | ?  | ?  |
| 3    | Bra      | 4 | 8 | 4 | 4 | ?  | ?  | ?  |

## Verdetti
- Asti Campione d'Italia 1928 (1º titolo)